# Oksana Grishuk
Oksana (Pasha) Vladimirovna Grishuk (en ruso: Оксана (Паша) Владимировна Грищук; 17 de marzo de 1971) es una expatinadora artística sobre hielo rusa. Compitió junto a Evgeni Platov de 1989 a 1998. Con Platov, es dos veces campeona olímpica (1994, 1998), cuatro veces campeona mundial (1994-1997) y tres veces campeona europea (1996-1998). Con su compañero anterior Alexandr Chichkov, es la campeona mundial juvenil de 1988.

## Vida privada
Su nombre se romaniza más comúnmente como Oksana Grishuk, pero existen otras variaciones. El cirílico shcha ("щ") se puede transcribir como 'sh' para reflejar la pronunciación rusa moderna o, alternativamente, como 'shch' (erudito šč) para reflejar la pronunciación más antigua, que todavía es común en ucraniano. A principios de la década de 1990, su apellido en ocasiones aparecía erróneamente como Gritschuk.
Grishuk nació en Odesa, RSS de Ucrania, Unión Soviética. Su padre abandonó a la familia antes de que ella cumpliera un año. Su madre era ingeniera económica. Se mudaron a Moscú en 1980. Estudió en la Universidad Deportiva de Moscú de 1988 a 1992. Se mudó de Moscú a Newark, Delaware en 1994 y luego a Marlborough, Massachusetts en 1996. Reside en Los Ángeles, California, con su hija, Skyler Marie Grace Grishuk.

## Carrera
Comenzó a patinar cuando tenía cuatro años. Después de mudarse a Moscú, varios clubes la rechazaron antes de que un entrenador finalmente la aceptara. Comenzó a entrenar con Natalia Linichuk a los 12 años y compitió con Alexandr Chichkov por la Unión Soviética. En 1987, ganaron la medalla de plata en el Campeonato Mundial Junior de Patinaje Artístico sobre Hielo. Al año siguiente, ganaron el oro en el evento, así como el Campeonato Soviético. Compitieron una temporada más y ganaron el bronce en el Grand Prix International de París (ahora conocido como Internacionales de Francia). Se retiró en el verano de 1989 debido a una lesión.
Fue invitada a unirse al grupo de Natalia Dubova donde bailó con Evgeni Platov. Se entrenaron en Moscú. Tres meses después, en diciembre de 1989, ganaron la medalla de bronce en el Campeonato Soviético. Fueron quintos en su debut en el Campeonato Mundial en 1990. Sus primeras medallas europeas y mundiales, ambas de bronce, fueron en el Campeonato Europeo de Patinaje Artístico sobre Hielo de 1992 y el Campeonato Mundial de Patinaje Artístico sobre Hielo de 1992.
Debido a las tensiones con Maya Usova, en el verano de 1992 dejó el grupo. Dubova encontró una nueva pareja para Platov, mientras que Grishuk buscó brevemente una nueva pareja en Alemania antes de regresar a Moscú y a su anterior entrenadora, Natalia Linichuk. Platov decidió no seguir con Dubova y volvió a formar equipo con Grishuk en el otoño de 1992.
Durante la temporada 1992-1993, Grishuk y Platov ganaron medallas de plata en el Campeonato Europeo y en el Campeonato Mundial de Patinaje Artístico sobre Hielo. En 1993-94, ganaron la plata en el Campeonato de Europa. Ganaron su primer título olímpico en los Juegos Olímpicos de 1994. Terminaron la temporada con su primer título mundial en el Campeonato Mundial de 1994. Luego dejaron Rusia y se mudaron con Linichuk a Newark, Delaware para tener mejores condiciones de vida y entrenamiento.
Grishuk y Platov se perdieron la mayor parte de las competencias de 1994-1995 debido a una lesión, pero regresaron para ganar el Campeonato Mundial de 1995. Tuvieron una temporada completa en 1995-1996 y ganaron otra serie de títulos europeos y mundiales.
En 1996, Grishuk y Platov se separaron de Linichuk y se mudaron con Tatiana Tarásova a Marlborough, Massachusetts. Una lesión los mantuvo fuera de competencia en la primera mitad de la temporada 1996-1997, pero regresaron para ganar su segundo título europeo y cuarto mundial. En septiembre de 1997, cambió su primer nombre a Pasha después de haber sido confundida repetidamente con Oksana Bayul, pero luego volvió a Oksana. En 1997-1998, Grishuk y Platov ganaron su tercer Campeonato de Europa. En el evento, mientras hacían las prácticas, sufrieron cortes en una colisión con Anjelika Krylova y Oleg Ovsiannikov, pero no resultaron gravemente heridos y ambos equipos dijeron que fue un accidente. Grishuk y Platov compitieron en sus terceros Juegos Olímpicos en 1998 en Nagano, donde se convirtieron en los primeros bailarines sobre hielo en repetir como medallistas de oro.
Grishuk y Platov ganaron 20 concursos consecutivos entre 1994 y 1998. Fueron ingresados en el Libro Guinness de los Récords Mundiales en 1998 por convertirse en el único equipo en la historia de la danza sobre hielo en ganar el oro olímpico dos veces. Grishuk y Platov combinaron elementos de velocidad y dificultad, y demostraron su dominio de numerosos estilos de danza. Sobre su asociación, Platov dijo en 1998: "Es como ser marido y mujer. A veces, peleas. A veces, te alejas y te calmas. La conocí hace mucho tiempo y todavía la recuerdo como una niña en el hielo. Ella era tan pequeña. Tan activa. Por lo general, las niñas pequeñas son aburridas. Pero esa chica. Oh, allí había un incendio en el hielo". También dijo: "Es difícil hacerle cambiar de opinión. Ella lucha en cada paso. Pero funciona. Por eso es tan buena".
Grishuk y Platov se retiraron de la competencia y no compitieron en el Campeonato Mundial de 1998. Patinaron juntos en espectáculos hasta el verano de 1998. Platov luego decidió patinar con su ex rival Maya Usova. Grishuk se asoció con Alexander Zhulin con quien patinó un año. También apareció en espectáculos como Cenicienta y Cascanueces, como patinadora solista y con parejas.
En 1994, el presidente ruso, Borís Yeltsin, otorgó a Grishuk una medalla gubernamental de la Amistad por su logro en el deporte. En 1998, Yeltsin otorgó a Grishuk una medalla gubernamental del Trabajo también por su logro en el deporte.
En 2006, Grishuk fue jueza en la serie de televisión de WE Skating's Next Star, creada y producida por la Major League Figure Skating y conducida por Kristi Yamaguchi. También en 2006, Grishuk ganó Dance on Ice, un espectáculo de patinaje de celebridades rusas en Moscú, y fue tercera en 2007. Grishuk y Platov se reunieron en febrero de 2008 en Nagano, Japón, para su décimo aniversario de ganar la medalla de oro olímpica de 1998.
Grishuk entrena en el KHS Arena en Anaheim, California.